# Grau INPM

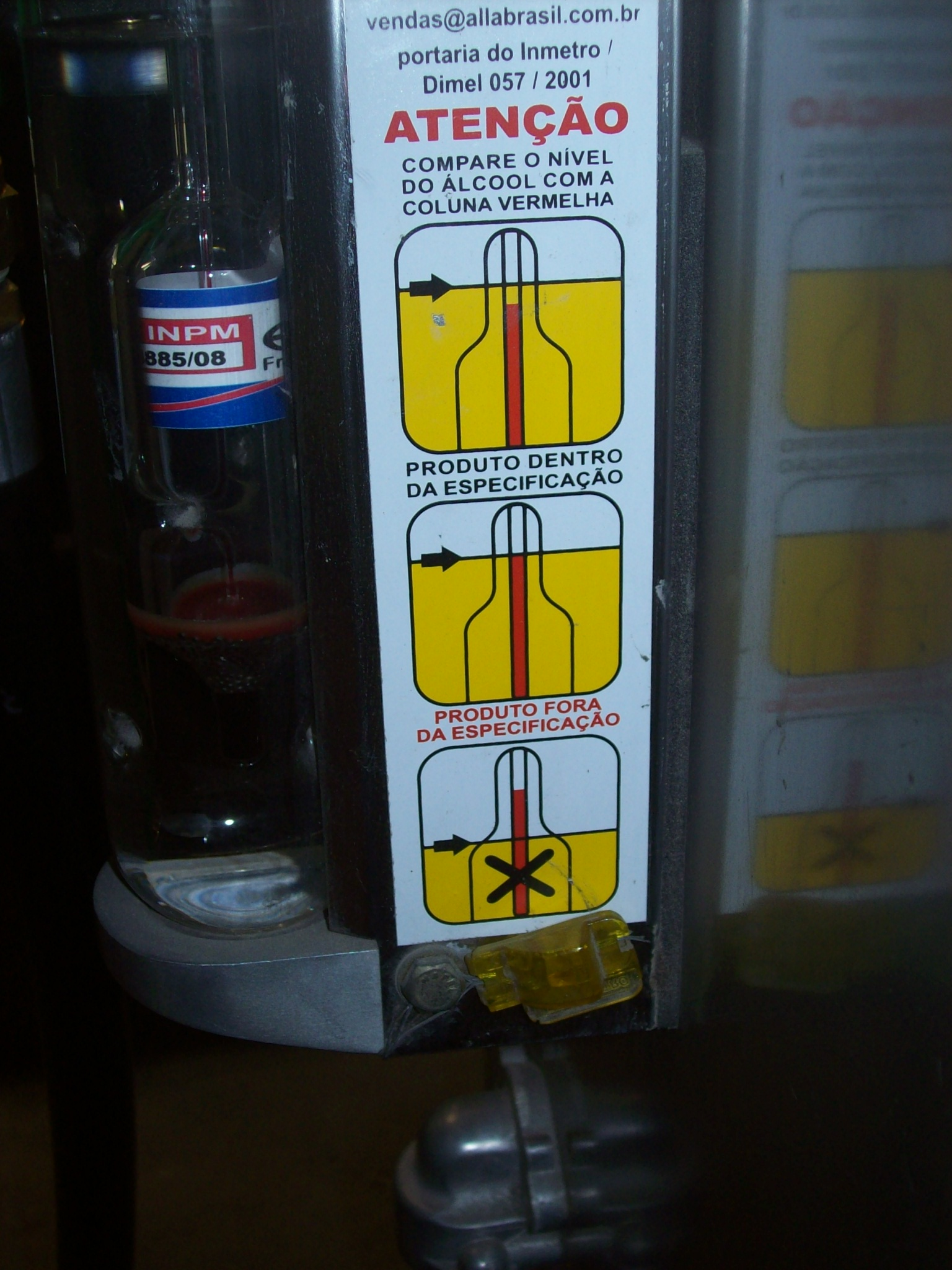
Escala utilizada para medir o Grau INPM nas bombas dos postos brasileiros.

O °INPM (grau INPM, Instituto Nacional de Pesos e Medidas) é a razão em gramas de álcool absoluto contido em 100 gramas duma mistura hidro-alcoólica. Diferente, portanto, do °GL (grau Gay-Lussac) que informa a relação em mililitros de etanol contidos em 100 mililitros de solução hidro-alcoólica.

## Interpretação e cálculo de conversão para grau Gay-Lussac
Uma concentração alcoólica de 46° INPM significa que 46% da massa dessa solução é composta por etanol e 54% de água. Nesta concentração, por exemplo, 200 g da mistura conteriam 92 g de álcool absoluto (pois {\displaystyle 46\div 100\times 200=92}). Para converter um valor qualquer em °INPM para °GL, deve-se levar em conta as densidades do etanol e da água (de 0,789 e 1,0 g/mL), realizando-se o seguinte cálculo: {\displaystyle (m_{1}\div 0.789)\times 100 \over (m_{1}\div 0.789)+(m_{2}\div 1)}Sendo m1 a massa de etanol e m2 a massa de água. Seguindo o exemplo de 46% em massa, o grau GL correspondente é de aproximadamente 51,9, realizadas as contas.